# Vriesestraat
De Vriesestraat is een straat in de stad Dordrecht, in de Nederlandse provincie Zuid-Holland.

## Achtergrond
In de middeleeuwen was de Vriesestraat de belangrijkste uitvalsweg vanuit de binnenstad. Via de Vriesepoort, wat tegenwoordig een verlenging van de Vriesestraat is, kon men de stad verlaten.
Oorspronkelijk heette de straat de Heer Heinric Vriesenstraat, vernoemd naar Heinric Vriese die rond 1285 schepen was en later burgemeester van Dordrecht.
In de 13e eeuw werden de eerste kloosters in Dordrecht gesticht. Vanaf circa 1246 verrees het klooster van de Minderbroeders. Dit klooster lag tussen de Vriesestraat en de nabijgelegen Visstraat en Sarisgang, achter de dichte bebouwing van de Voorstraat. De ingang werd gevormd door een smalle gang tussen de huizen van de Voorstraat door. Later kwam er een uitgang aan de Vriesestraat.
In het begin van de 19e eeuw woonden de meeste hervormde armen in het gebied tussen de Vriesestraat, Voorstraatshaven, Noordendijk en Spuihaven.
In 1872 betrok Simon Rutte een pand aan de Vriesestraat, waar hij de nog altijd bestaande distilleerderij Rutte begon.
Enkele panden tussen de Vest en de Stoofstraat werden in de jaren 80 van de 20e eeuw na jarenlange verkrotting gerestaureerd. Het ging hierbij om 17e- en 18e-eeuwse monumenten met Dordtse trapgevels.
In 2006 werd op het Bagijnhof een standbeeld van Aelbert Cuyp geplaatst, dat in 2013, bij de verbouwing van het Bagijnhof, is verhuisd naar de Vriesestraat.

## Galerij

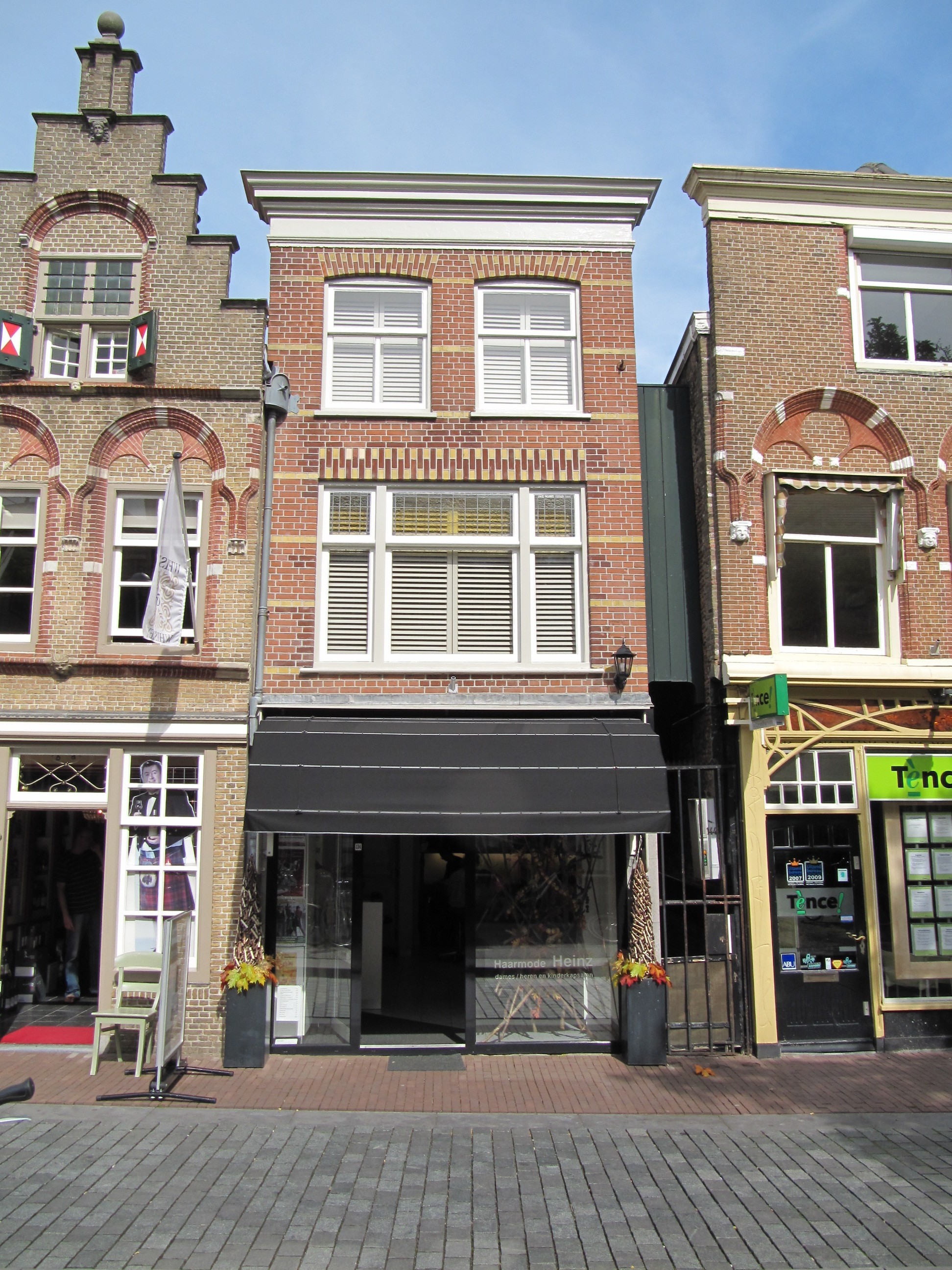
Vriesestraat, 2011.
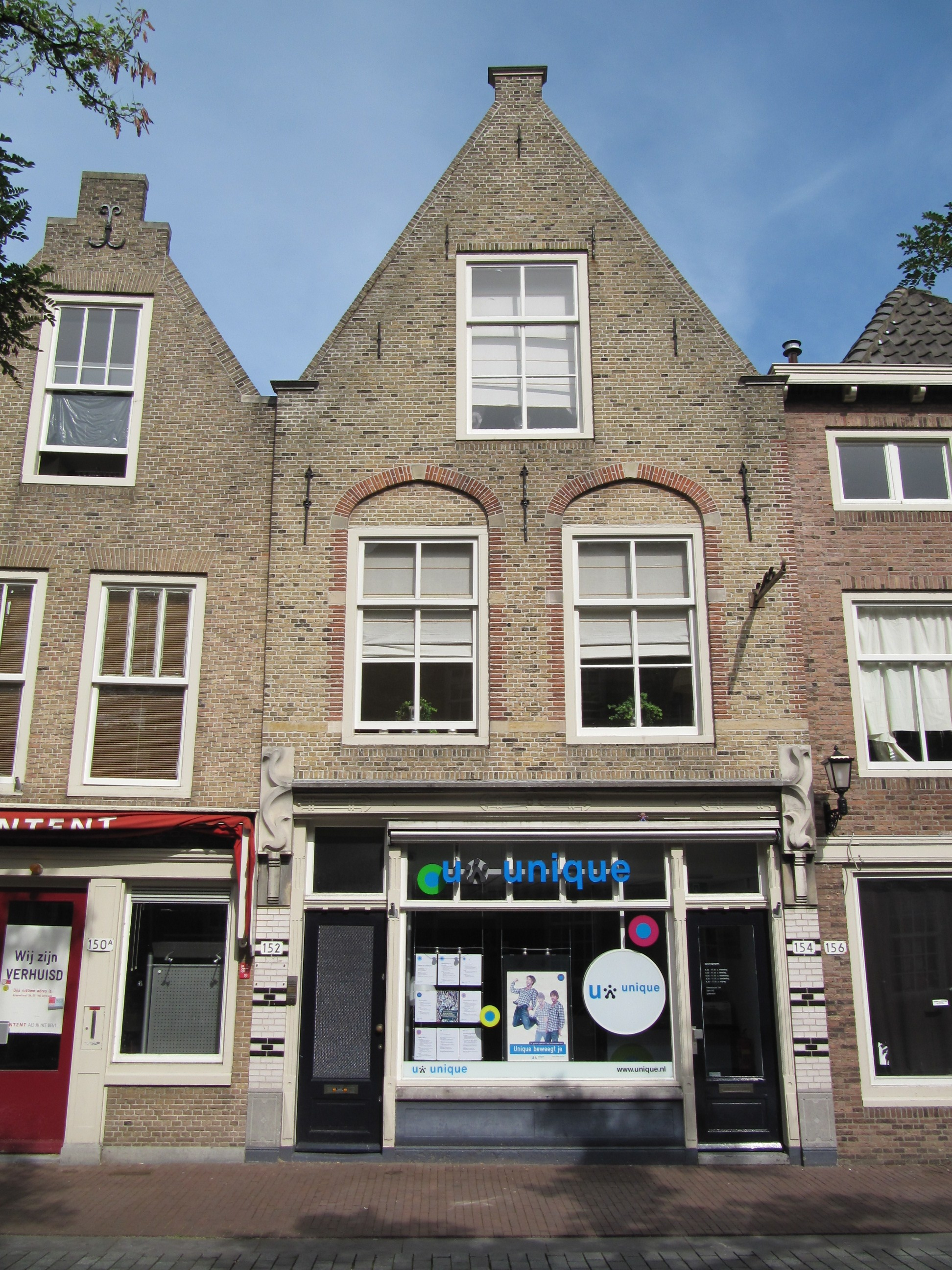
Vriesestraat, 2011.
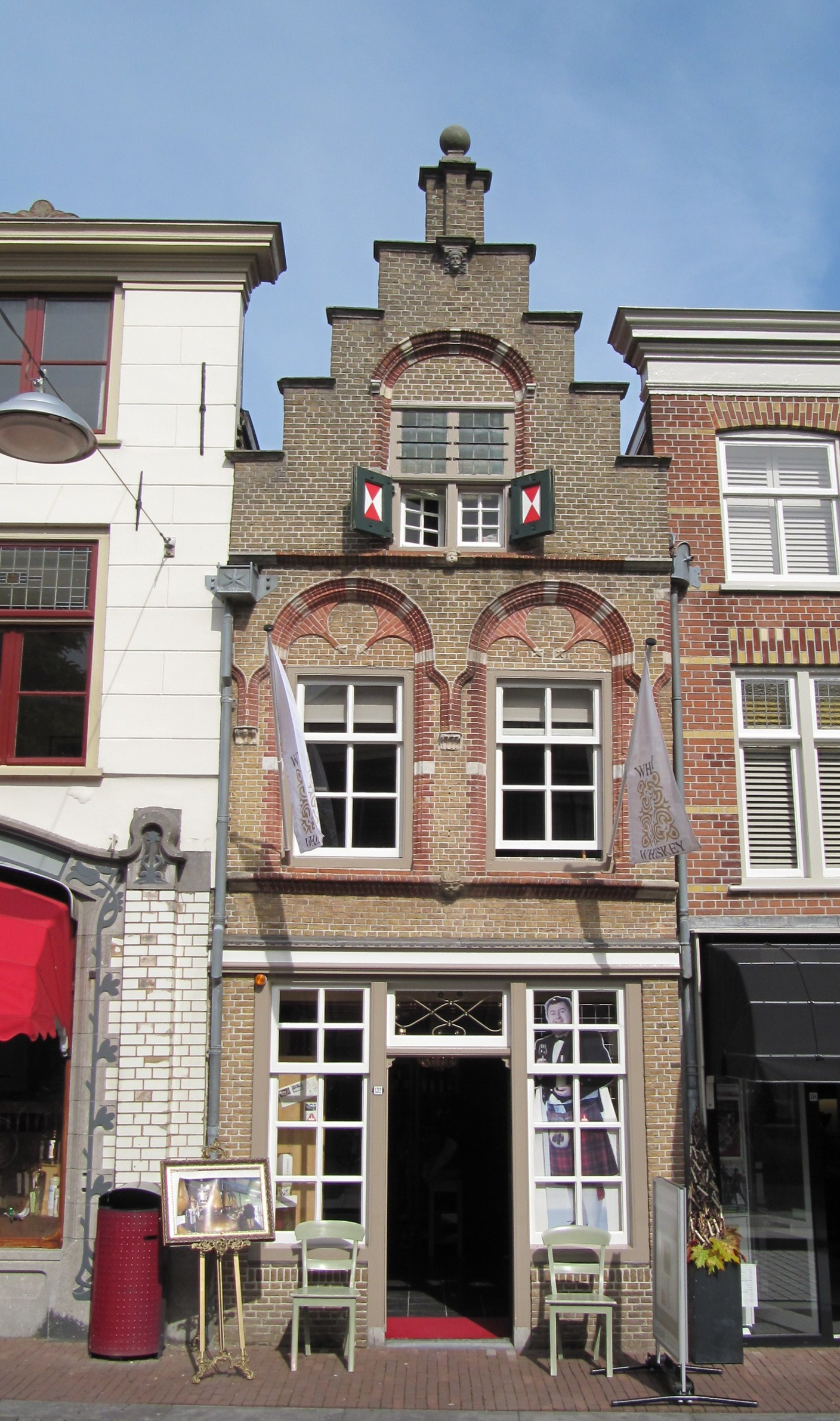
Vriesestraat, 2011.
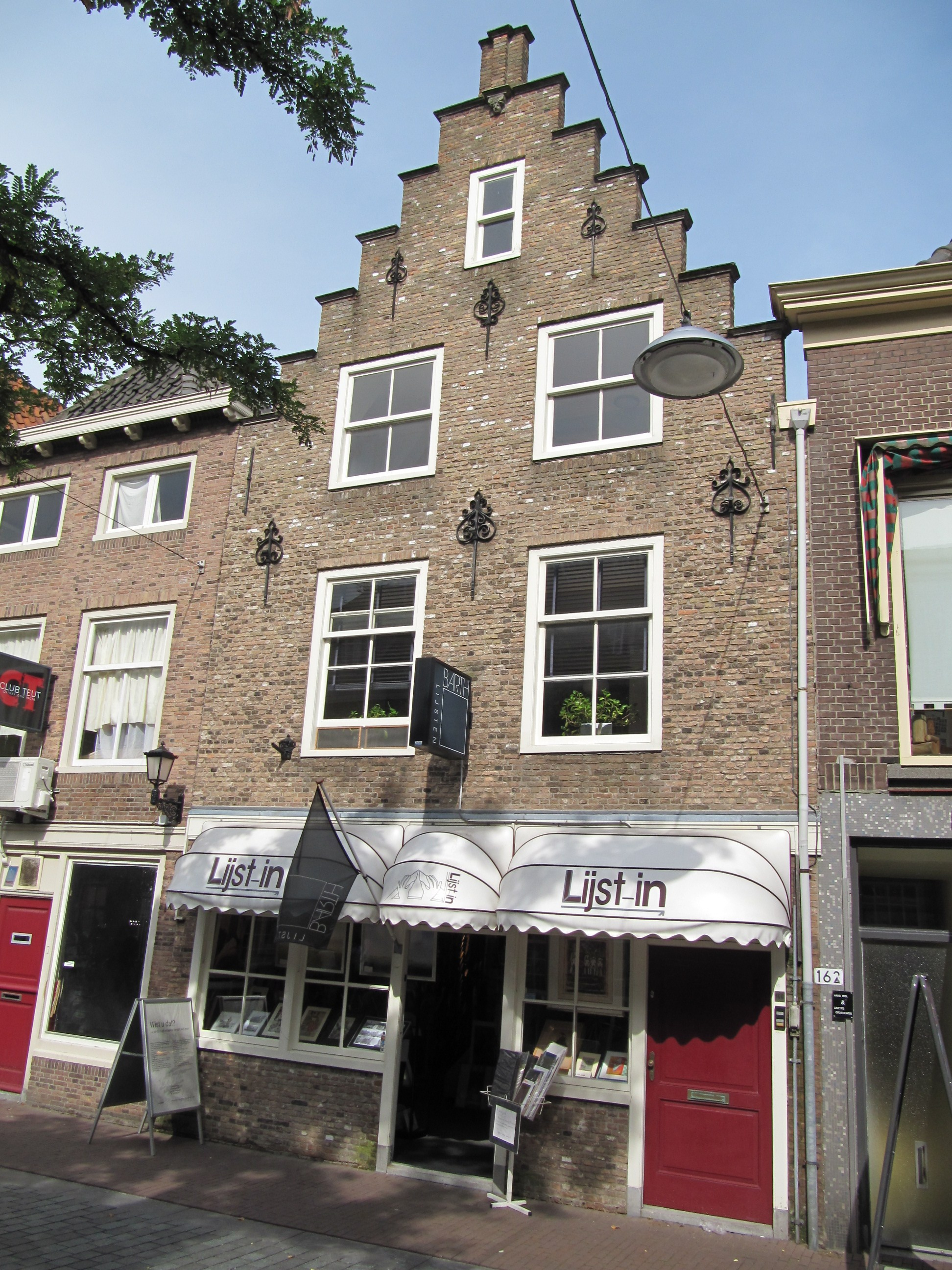
Vriesestraat, 2011.